# Rejon zubowopolański
Rejon zubowopolański (ros. Зубово-Полянский район, erzja Пейкужо буе, moksza Зубунь аймак) – jednostka administracyjna wchodząca w skład Republiki Mordowii w Rosji.
To największy rejon Mordowii. W jego granicach usytuowane są m.in. miejscowości: Zubowa Polana (centrum administracyjne rejonu), Potma, Umiot, Jawas, Anajewo, Aczadowo, Wysza, Gorienka, Dubitel, Żukowka, Zarubkino, Leplej, Mordowski Pimbur, Mordowska Polana, Nowyje Wysiełki, Nowa Potma, Piczpanda, Sosnowka, Staroje Badikino, Tarchanska Potma, Ugołok, Sziringuszi, Kargaszino.

## Osoby związane z rejonem

### Bohaterowie Federacji Rosyjskiej
- Władimir Nikołajewicz Dieżurow (ur. 1920, wieś Anajewo)[3]

### Bohaterowie Związku Radzieckiego
- Dmitrij Pietrowicz Wołkow (ur. 1920, wieś Anajewo)[4]
- Aleksiej Kuźmicz Gangajew (ur. 1917, wieś Mordowski Pimbur)[5]
- Maksim Michajłowicz Koniaszkin (ur. 1924, wieś Nowyje Wysiełki)[6]
- Dmitrij Wasiljewicz Tiurkin (ur. 1920, wieś Mordowska Polana)[7]
- Wasilij Iwanowicz Czadajkin (ur. 1924, wieś Kargaszino)[8]

### Bohaterowie Pracy Socjalistycznej
- Pielagieja Iwanowna Borisowa (ur. 1931, wieś Piczpanda)[9]
- Wasilij Kuźmicz Czikariew (ur. 1934, wieś Anajewo)[10]